# Sabramanian Arun Prasad
Sabramanian Arun Prasad  (ur. 21 kwietnia 1988) – indyjski szachista, arcymistrz od 2008 roku.

## Kariera szachowa
Wielokrotnie reprezentował Indie na mistrzostwach świata i Azji w różnych kategoriach wiekowych, największy sukces odnosząc w 2004 r. w Bikanerze, gdzie zdobył złoty medal mistrzostw Azji do 20 lat. Normy na tytuł arcymistrza wypełnił w latach 2007 (w Delhi) oraz 2008 (w Kolkacie i Filadelfii – turniej Philadelphia International, II m. za Parimarjanem Negim). W 2009 r. zwyciężył w kołowym turnieju w Uxbridge oraz zajął I m. w 116. edycji otwartych mistrzostw Szkocji. W 2011 r. zwyciężył w mistrzostwach Paryża. 
Wielokrotnie reprezentował Indie w turniejach drużynowych, m.in.:
- na drużynowych mistrzostwach świata (w roku 2010); medalista: wspólnie z drużyną – brązowy (2010)[3],
- na drużynowych mistrzostwach Azji (w roku 2008)[4],
- na olimpiadzie szachowej juniorów do 16 lat (w roku 2004)[5].

Najwyższy ranking w dotychczasowej karierze osiągnął 1 listopada 2009 r., z wynikiem 2570 punktów zajmował wówczas 12. miejsce wśród indyjskich szachistów.